# Psychotria quadribracteata
Psychotria quadribracteata är en måreväxtart som beskrevs av Julian Alfred Steyermark. Psychotria quadribracteata ingår i släktet Psychotria och familjen måreväxter. Inga underarter finns listade i Catalogue of Life.